# Segnaletica stradale a Malta
I segnali stradali a Malta sono suddivisi in segnali di pericolo, di regolamentazione, di informazione e segnaletica orizzontale. Il carattere utilizzato è il Transport. La segnaletica stradale maltese, regolata dal The Highway Code of Malta, è basata su quella in uso nel Regno Unito, fatte salve lievi eccezioni (ad esempio, le velocità sono espresse in km/h e le distanze in m). Tuttavia, in certi casi e senza alcun carattere di ufficialità, si possono trovare segnali di produzione italiana, simili a quelli utilizzati in Italia attualmente (ad esempio il segnale di Stop) o in passato (ad esempio il segnale di divieto di inversione a U), a volte "specchiati". Ad oggi, nell'arcipelago maltese vi è dunque la coesistenza di segnali diversi (su modello britannico e, in misura minore, italiano) per la medesima funzione. Raramente è possibile incontrare, sempre senza alcun carattere di ufficialità, anche segnali stradali di forma romboidale sul modello irlandese.
Se vi è del testo nei segnali, questo è in lingua inglese in ogni parte dell'isola, mentre i segnali di indicazione hanno indicazioni prevalentemente in maltese.
Sebbene a Malta non siano presenti linee ferroviarie, nel regolamento sulla segnaletica stradale sono previsti anche i segnali verticali da utilizzarsi in corrispondenza di eventuali passaggi a livello.

## Segnali di pericolo
I segnali di pericolo a Malta hanno sfondo bianco ed una classica forma triangolare.
| Segnale maltese | Significato                                                                                 | Spiegazione |
|                 | Curva pericolosa a sinistra                                                                 | Presegnala un tratto di strada non rettilineo pericoloso per la limitata visibilità o per caratteristiche del tracciato (curva stretta a sinistra). |
|                 | Curva pericolosa a destra                                                                   | Presegnala un tratto di strada non rettilineo pericoloso per la limitata visibilità o per caratteristiche del tracciato (curva stretta a destra). |
|                 | Doppia curva pericolosa, la prima a sinistra                                                | Presegnala una doppia curva, di cui la prima a sinistra. |
|                 | Doppia curva pericolosa, la prima a destra                                                  | Presegnala una doppia curva, di cui la prima a destra. |
|                 | Serie di curve pericolose                                                                   | Presegnala una serie di curve pericolose. |
|                 | Intersezione con strada con precedenza a destra                                             | Presegnala un incrocio con una strada di pari importanza in cui si ha la precedenza sui veicoli provenienti da sinistra. |
|                 | Intersezione con circolazione rotatoria                                                     | Segnala, sulle strade urbane e extraurbane, una intersezione regolata da circolazione rotatoria. |
|                 | Intersezione con strada che non ha priorità                                                 | Presegnala un incrocio con una strada di minore importanza in cui si ha la precedenza sui veicoli provenienti sia da sinistra che da destra. |
|                 | Intersezione a T sulla sinistra                                                             | Presegnala un incrocio a T con una strada di minore importanza che non ha diritto di precedenza e che si immette da sinistra. |
|                 | Intersezione con priorità sulla strada secondaria a destra                                  | Presegnala un incrocio a T con una strada di minore importanza che non ha diritto di precedenza e che si immette da destra. |
|                 | Intersezione con priorità sulla strada secondaria a destra ed a sinistra a livelli sfalsati | Presegnala un incrocio con strade di minore importanza che non hanno diritto di precedenza e che si immettono da sinistra e da destra su livelli sfalsati. |
|                 | Strettoia simmetrica                                                                        | Segnala un restringimento pericoloso della carreggiata su entrambi i lati. |
|                 | Discesa pericolosa                                                                          | Presegnala un tratto di strada in discesa secondo il senso di marcia. La pendenza è espressa in percentuale. |
|                 | Strada sdrucciolevole                                                                       | Presegnala un tratto di strada che in particolari condizioni climatiche od ambientali può diventare sdrucciolevole. |
|                 | Strada deformata                                                                            | Segnala un tratto di strada in cattivo stato o con pavimentazione irregolare. |
|                 | Passaggio di aeroplani a bassa quota                                                        | Presegnala la possibilità di improvvisi forti rumori o abbagliamenti dovuti ad aeroplani a bassa quota. |
|                 | Sbocco su argine o molo                                                                     | Presegnala il pericolo di caduta in acqua. |
|                 | Galleria                                                                                    | Presegnala una galleria. |
|                 | Cavi elettrici ad alta tensione sospesi                                                     | Segnala la presenza della linea aerea di alimentazione ad alto voltaggio in corrispondenza del passaggio a livello. |
|                 | Passaggio a livello con barriere                                                            | Segnala un passaggio a livello con barriere ed è integrato con il pannello distanziometrico a tre barre rosse. |
|                 | Passaggio a livello senza barriere                                                          | Segnala un passaggio a livello senza barriere ed è integrato con il pannello distanziometrico a tre barre rosse. |
|                 | Croce di Sant'Andrea                                                                        | Segnala un passaggio a livello senza barriere con un solo binario, ed invita quindi i conducenti alla massima prudenza, invitandoli a fermarsi immediatamente se fossero attive le due luci rosse lampeggianti e/o il segnale acustico che indicano l'avvicinarsi di un treno. |
|                 | Attraversamento tranviario                                                                  | Presegnala fuori e dentro i centri abitati una linea tranviaria non regolata da semafori che interseca o riduce la carreggiata stradale. |
|                 | Altri pericoli                                                                              | Segnala un pericolo diverso da quelli indicati negli altri segnali di pericolo. Deve essere accompagnato da pannelli aggiuntivi che indicano la natura del pericolo in inglese.                                                                                                |
|                 | Presenza di mezzi agricoli                                                                  | Presegnala un tratto di strada in cui è possibile incontrare mezzi agricoli procedenti a ridotta velocità. |
|                 | Dosso                                                                                       | Segnala una serie di dossi artificiali posizionati per ridurre la velocità. |
|                 | Attraversamento pedonale                                                                    | Segnala l'avviciarsi di un passaggio pedonale segnalato sulla carreggiata. |
|                 | Bambini                                                                                     | Segnala luoghi frequentati da bambini, come le scuole, i giardini pubblici, i campi di gioco e simili. |
|                 | Lavori                                                                                      | Presegnala cantieri di lavori in corso, depositi temporanei di materiale, presenza di macchinari adibiti ai lavori stradali. |
|                 | Pedoni                                                                                      | Segnala la possibilità di incontrare pedoni sulla carreggiata. |
|                 | Anziani o disabili sulla carreggiata                                                        | Segnala la possibilità di incontrare persone anziane o disabili che attraversano la carreggiata. |
|                 | Cavalieri                                                                                   | Segnala la possibilità di incontrare persone che esercitano l'equitazione sulla carreggiata. |
|                 | Doppio senso di circolazione                                                                | Segnala un tratto di strada che da senso unico diventa a doppio senso. |
|                 | Altezza massima disponibile                                                                 | Indica l'altezza massima della strada nel punto in cui è installato il segnale (di norma in cima a gallerie o sottopassaggi). |
|                 | Semaforo                                                                                    | Presegnala un impianto semaforico posto su strade sia urbane che extraurbane. |
|                 | Caduta massi                                                                                | Presegnala il pericolo di caduta massi dalla parete rocciosa soprastante a sinistra con possibile presenza di pietre sulla carreggiata. |
|                 | Preavviso di fermarsi e dare precedenza                                                     | Preavvisa un incrocio in cui è necessario fermarsi e dare precedenza in corrispondenza della linea orizzontale sita alla distanza indicata dal segnale. |
|                 | Dare precedenza                                                                             | Preavvisa un incrocio in cui è necessario dare precedenza in corrispondenza della linea orizzontale sita alla distanza indicata dal segnale. |

## Segnali di regolamentazione
| Segnale maltese | Significato                                                                            | Spiegazione |
|                 | Divieto di svolta a sinistra                                                           | Vieta di svoltare a sinistra al prossimo incrocio. |
|                 | Divieto di svolta a destra                                                             | Vieta di svoltare a destra al prossimo incrocio. |
|                 | Divieto d'inversione                                                                   | Vieta di effettuare un'inversione di marcia. |
|                 | Divieto di accesso                                                                     | Vieta di entrare in una strada accessibile invece in un altro senso. |
|                 | Divieto di transito                                                                    | Vieta a tutti i veicoli di entrare in una strada. |
|                 | Divieto di circolazione a tutti i veicoli a motore                                     | Vieta il transito a tutti i veicoli a motore |
|                 | Accesso vietato ai veicoli a trazione animale                                          | Vieta il transito ai veicoli a trazione animale. |
|                 | Divieto di circolazione per le biciclette                                              | Vieta il transito alle biciclette. |
|                 | Divieto di circolazione a tutti i veicoli a motore, ad eccezione di quelli a due ruote | Vieta il transito a tutti i veicoli a motore eccetto quelli a due ruote. |
|                 | Divieto di circolazione per i mezzi destinati al trasporto merci                       | Vieta il transito ai veicoli da trasporto non adibiti al trasporto di persone. |
|                 | Accesso vietato agli animali da sella                                                  | Vieta il transito agli animali da sella. |
|                 | Accesso vietato ai pedoni                                                              | Vieta il transito ai pedoni. |
|                 | Larghezza massima                                                                      | Vieta il transito ai veicoli aventi larghezza superiore a quella indicata in metri. |
|                 | Altezza massima                                                                        | Vieta il transito ai veicoli aventi altezza superiore a quella indicata in metri. |
|                 | Peso massimo                                                                           | Vieta il transito ai veicoli aventi massa superiore a quella indicata in tonnellate. |
|                 | Velocità massima 50                                                                    | Indica la velocità massima in chilometri orari alla quale i veicoli possono procedere immediatamente dopo il segnale.                                                                             |
|                 | Fine della velocità massima 50                                                         | Indica la fine della velocità massima in chilometri orari alla quale i veicoli dovevano procedere prima del segnale.                                                                              |
|                 | Divieto di sorpasso                                                                    | Vieta di sorpassare i veicoli a motore con due o più ruote. |
|                 | Fine del divieto di sorpasso                                                           | Indica la fine del divieto di sorpassare il veicolo che precede. |
|                 | Divieto di sosta                                                                       | Vieta la sosta, fermata prolungata (parcheggio) ai veicoli, in quei luoghi dove per regola generale non vige tale divieto.                                                                        |
|                 | Divieto di fermata                                                                     | Vieta la sosta e la fermata o qualsiasi temporanea sospensione della marcia ai veicoli. |
|                 | Divieto di segnalazioni acustiche                                                      | Vieta l'utilizzo di segnalazioni acustiche se non in caso di estrema necessità. |
|                 | Fine del divieto di segnalazioni acustiche                                             | Indica la fine del divieto dell'utilizzo di segnalazioni acustiche se non in caso di estrema necessità.                                                                                           |
|                 | Fermarsi e dare la precedenza                                                          | Prescrive l'obbligo di arrestarsi in ogni caso in corrispondenza della striscia trasversale di arresto ad un incrocio e di dare precedenza.                                                       |
|                 | Dare precedenza                                                                        | Indica un incrocio in cui è necessario dare precedenza in corrispondenza della linea orizzontale.                                                                                                 |
|                 | Precedenza ai veicoli provenienti in senso inverso                                     | Prescrive di dare precedenza ai veicoli provenienti in direzione opposta in una strada a doppio senso che consente il passaggio di una sola fila di veicoli.                                      |
|                 | Velocità minima                                                                        | Indica la velocità minima alla quale procedere. |
|                 | Fine velocità minima                                                                   | Indica la fine del tratto di strada interessato dal limite minimo di velocità. |
|                 | Attraversamento pedonale                                                               | Indica un attraversamento pedonale ed è posto in prossimità di esso. |
|                 | Preavviso di direzione obbligatoria a sinistra                                         | Preavvisa che la sola direzione consentita al conducente è quella di andare a sinistra. |
|                 | Preavviso di direzione obbligatoria a destra                                           | Preavvisa che la sola direzione consentita al conducente è quella di andare a destra. |
|                 | Direzione obbligatoria diritto                                                         | Indica che la sola direzione consentita al conducente è quella di andare diritto. |
|                 | Direzione obbligatoria a sinistra                                                      | Indica che la sola direzione consentita al conducente è quella di andare a sinistra. |
|                 | Direzione obbligatoria a destra                                                        | Indica che la sola direzione consentita al conducente è quella di andare a destra. |
|                 | Intersezione con percorso rotatorio obbligato                                          | Indica ai conducenti l'obbligo di circolare nel verso orario indicato dalle frecce attorno all'area di rotazione. È posto anche subito prima di una piazza dove si svolge circolazione rotatoria. |
|                 | Passaggio obbligatorio a sinistra                                                      | Obbliga i conducenti a passare a sinistra dell'ostacolo come un cantiere, uno spartitraffico, un salvagente o un'isola di traffico.                                                               |
|                 | Passaggio obbligatorio a destra                                                        | Obbliga i conducenti a passare a destra dell'ostacolo come un cantiere, uno spartitraffico, un salvagente o un'isola di traffico.                                                                 |
|                 | Passaggio obbligatorio a destra o sinistra                                             | Obbliga i conducenti a passare a destra o a sinistra dell'ostacolo come un cantiere, uno spartitraffico, un salvagente o un'isola di traffico.                                                    |
|                 | Direzione obbligatoria diritto o a sinistra                                            | Indica che le sole direzioni consentite al conducente sono quelle di andare diritto o a sinistra.                                                                                                 |
|                 | Direzione obbligatoria diritto o a destra                                              | Indica che le sole direzioni consentite al conducente sono quelle di andare diritto o a destra.                                                                                                   |
|                 | Direzione obbligatoria destra o a sinistra                                             | Indica che le sole direzioni consentite al conducente sono quelle di andare a destra o a sinistra.                                                                                                |
|                 | Scuola                                                                                 | Indica la presenza di una scuola. |
|                 | Parco giochi                                                                           | Indica la presenza di un parco giochi. |
|                 | Persone cieche                                                                         | Segnala la presenza di persone non vedenti che possono attraversare la strada. |
|                 | Persone disabili                                                                       | Segnala la presenza di persone disabili che possono attraversare la strada. |

## Segnali di informazione
| Segnale maltese | Significato                                                 | Spiegazione |
|                 | Priorità sul traffico che si incrocia                       | Indica che la strada che si sta percorrendo gode del diritto di precedenza rispetto alle strade entranti.                                                     |
|                 | Fine della priorità sul traffico che si incrocia            | Indica la fine del diritto di precedenza rispetto alle strade entranti.                                                                                       |
|                 | Precedenza rispetto ai veicoli provenienti in senso inverso | Indica la precedenza rispetto ai veicoli provenienti in direzione opposta in una strada a doppio senso che consente il passaggio di una sola fila di veicoli. |
|                 | Strada senza uscita                                         | Indica una strada senza uscita per tutti i veicoli. |
|                 | Preavviso di strada senza uscita                            | Preavvisa una strada senza uscita per tutti i veicoli. |
|                 | Parcheggio                                                  | Indica un parcheggio autorizzato. Consente la sosta a tempo indeterminato salvo indicazioni differenti.                                                       |
|                 | Direzione per un parcheggio                                 | Indica la direzione da seguire per un parcheggio autorizzato.                                                                                                 |
|                 | Ospedale                                                    | Indica la presenza di una struttura ospedaliera ed invita ad evitare i rumori.                                                                                |
|                 | Preavviso di intersezione                                   | Indica le località raggiungibili al prossimo incrocio. |
|                 | Direzione                                                   | Indica la località raggiungibile all'incrocio. |
|                 | Inizio centro abitato                                       | Indica l'inizio di un centro abitato. |
|                 | Direzione per località turistica                            | Indica la località turistica raggiungibile all'incrocio. |
|                 | Inizio località turistica                                   | Indica l'inizio di una località turistica. |
|                 | Direzione per servizi                                       | Indica i servizi raggiungibili all'incrocio. |